# Comité d'action socialiste
Le Comité d'action socialiste (CAS) est un mouvement de Résistance français, créé en mars 1941 par Daniel Mayer et Suzanne Buisson, sur les consignes de Léon Blum, pour reconstituer la Section française de l'Internationale ouvrière (SFIO) et organiser une résistance socialiste.
Il disparaît en mars 1943 lorsque se crée la SFIO clandestine.

## La création du CAS (1940-1941)

### Résister
Tout au long de l'été 1940 suivant l'effondrement français, et jusqu'à son arrestation le 15 septembre, Léon Blum s'est entretenu avec les dirigeants de la SFIO et les a exhortés à la résistance. Blum insista pour que l'action politique reprenne en France. À Daniel Mayer et à son épouse Cletta qui lui faisaient part de leur intention de partir pour Londres, il dit : « Vous serez la-bas deux bouches de plus à nourrir et sans compétences militaires. Ici, il y aura du travail à faire. il faut poursuivre la guerre, reconstruire le Parti, l'orienter dans la lutte contre l'occupant et contre Vichy. Vous serez plus utiles ici. »

### Les premiers signes de la résistance socialiste
Pendant l'automne 1940, des premiers signes épars de résistance, plutôt des réactions individuelles, se font jour. Des groupes se forment à l'automne.

#### En zone occupée
Ainsi un militant, Jean Texcier, rédige et fait circuler ses "Conseils à l'occupé" dès septembre 1940. D'abord journal clandestin, dès décembre 1940, Libération-Nord se structure peu-à peu en mouvement de résistance, se voulant l'expression des mouvances syndicales CGT non communiste, CFTC et de la SFIO clandestine, autour de Christian Pineau et de l'équipe du Manifeste des douze. Sans être seuls, les socialistes sont hégémoniques dans ce mouvement.
Déchu de ses fonctions par le régime de Vichy, Jean-Baptiste Lebas, député-maire SFIO de Roubaix, appelle dès août 1940 à la résistance, dans une brochure intitulée "Le socialisme continue !". À la fin de l'été, il fonde l'un des tout premiers réseaux de Résistance en zone occupée, « L'homme libre », avec un journal du même nom. 300 militants socialistes suivent d'emblée le maire de Roubaix. Pour « L'Homme libre », « il n'est pas question de reconstitution du parti socialiste, puisque le parti socialiste n'est pas dissous » (octobre 1940).
En janvier 1941, « L'Homme libre » étend sa diffusion à Lille et à Douai. Toujours en janvier 1941,  Jean-Baptiste Lebas fonde un Comité d'action socialiste (CAS) pour regrouper les socialistes résistants. Ce comité s'intègre au CAS de la zone occupée, qui fusionne ensuite avec le CAS, de toute la zone Nord, plus large, fondé en septembre 1940.

#### En zone libre

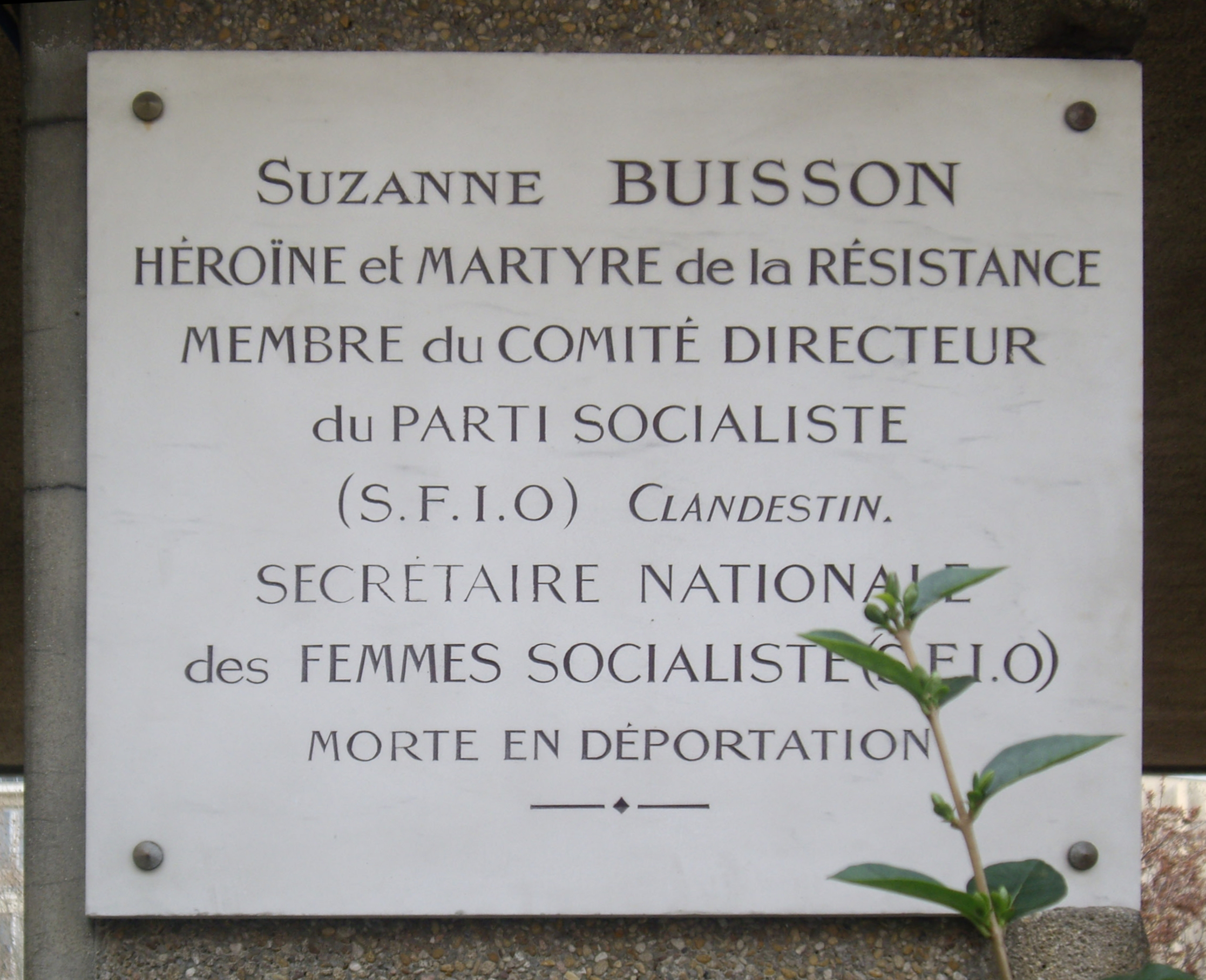
Plaque en mémoire de Suzanne Buisson, cofondatrice du Comité d'action socialiste, morte en déportation.

Le CAS Sud est créé le 30 mars 1941 à Nîmes par Daniel Mayer, sa femme Cletta, Félix Gouin, Édouard Froment, Lucien Hussel, Pierre Lambert, Suzanne Buisson et deux autres militants SFIO, sans fonction élective ou administrative.

## Structuration du CAS (1941-1942)
Le CAS se structure progressivement au cours des années 1941 et 1942, et regroupe un nombre croissant de militants. Mais, à la différence du Parti communiste, le CAS ne lie pas la constitution de réseaux de Résistance et la reconstitution du parti. Aussi, sauf à Libération-Nord, où les socialistes sont hégémoniques, le CAS ne dispose-t-il pas de véritables relais, bien que les militants socialistes soient majoritaires à Libération-Sud, nombreux à Combat, à Ceux de la Résistance, dans le réseau Brutus ainsi qu'à l'Organisation civile et militaire (OCM, notamment avec Guy Mollet, dirigeant de l'OCM dans le Pas-de-Calais).
Le 15 mai 1942, le journal du CAS devient Le Populaire clandestin. 

## Création de la SFIO clandestine (1943)
En mars 1943, le CAS devient la SFIO clandestine. Le Populaire écrit alors : « Le Comité d'action socialiste a vécu. Le Parti socialiste continue sa tâche. [...] Pour affirmer la continuité de notre doctrine, le Parti socialiste reprend son drapeau intact. Nouvelles méthodes, nouveau mode d'action, nouvelle tonalité de sa propagande, ancienne doctrine sortie confirmée et même rajeunie des événements, tel apparaît le Parti socialiste. »
Peu après, lors d'une réunion secrète tenue à Paris les 17 et 18 juin de cette année, le CAS de la zone Nord s'intègre à la SFIO clandestine.
Au début de 1944, la SFIO clandestine compte environ 50 000 membres, chiffre inférieur au nombre total de militants socialistes effectivement engagés dans la Résistance, à cause des difficultés de l'action clandestine.

## Quelques résistants du Comité d'action socialiste
- Jean-Fernand Audeguil
- Camille Bedin
- Lucien Béret, tué par les nazis en 1943
- Jean Biondi
- Élie Bloncourt
- Georges Bonnac, mort en déportation
- Jean Bouhey
- Pierre Bourthoumieux, mort en déportation
- André Boyer, compagnon de la Libération, mort en déportation
- Suzanne Buisson, morte en déportation
- François Camel
- Louis Cauvet, mort en déportation
- Yves Dechezelles
- Gaston Defferre
- Roger Deniau
- Édouard Depreux
- Amédée Dunois, mort en déportation
- Maurice Fonvieille, mort en déportation
- Édouard Froment
- Léon Gontier, mort en déportation
- Félix Gouin
- Edmond Grasset, tué par des miliciens en mai 1944
- Lucien Hussel
- Pierre Lambert, compagnon de la Libération
- Charles Lancelle
- Jean-Baptiste Lebas, mort en déportation
- Henri Malacrida
- Augustin Malroux, mort en déportation
- Cletta Mayer, née Cletta Livian
- Daniel Mayer, membre du Conseil national de la Résistance
- André Meunier, mort en déportation
- Émilienne Moreau-Évrard, compagnon de la Libération
- Raymond Naves, mort en déportation
- Henri Noguères
- André Pantigny, mort en déportation
- André Philip
- Jean Pierre-Bloch
- Christian Pineau, compagnon de la Libération
- Roger Priou, dit Roger Priou-Valjean
- Henri Ribière, membre du Conseil national de la Résistance
- Léon Roche
- Henry Sénès
- Eugène Thomas
- Robert Verdier
- Pierre Viénot, compagnon de la Libération